# Waldo Lazo
Waldo Lazo Araya (nacido el 22 de agosto de 1930 en Pumanque, Chile) es un divulgador científico-cultural y ex profesor universitario que ejerció como docente en la Facultad de Ciencias Agronómicas y Facultad de Ciencias de la Universidad de Chile, siendo profesor titular durante más de 65 años en esta universidad, donde organizó el primer curso de Micología en la Facultad de Agronomía y en la Facultad Ciencias Forestales. Es autor del primer libro sobre macromicetos chilenos titulado "Hongos de Chile: Atlas Micológico" publicado el año 2001 y 2016, actualmente agotado en librerías nacionales.

## Reseña biográfica
Estudió en el Internado Nacional Diego Barros Arana y obtuvo el grado de Licenciado en Filosofía (1955) en la Facultad de Filosofía y Educación de la Universidad de Chile. Se especializó en biología de los Myxomycetes en Princeton University (1958-1959) con el profesor John Tyler Bonner, en Myxomycetes y Macromycetes en State University of Iowa (1959-1960) con George W. Martin y Constantine Alexopoulos mediante una beca de la Fundación Rockefeller y en el Institute for Sporeplanter, Copenhague (1969-1970) se especializó en Macromycetes becado por el Ministerio de Relaciones Exteriores de Dinamarca. Entre los años 1960 y 1965, consiguió asociaciones de tipo liquenológico entre plasmodios de Myxomycetes y bacterias del género Streptomyces y algas del género Chlorella que han sido publicados en revistas extranjeras y considerados un gran hallazgo en esa época, trabajos que amplió en Chile experimentando con otras algas y constituyendo "costras liquenoides". Hasta el año 2019 ejerció como profesor titular en la Facultad de Ciencias de la Universidad de Chile, institución donde trabajó desde el año 1953 hasta el año 2019. 
Fue alumno y discípulo de los Dres. Guillermo Mann, Juan Gómez Millas y Ricardo Jure quienes influyeron en la formación de su personalidad humanístico-científica, y lo estimularon a escribir libros sobre tópicos chilenos: hongos e insectos chilenos, botánica chilena e historia de naturalistas que aportaron al conocimiento de la biodiversidad en Chile, siendo estos títulos los más consultados además de sus obras sobre el rescate patrimonial de construcciones urbanas de Santiago de Chile. 
El año 2018 fue nombrado miembro honorario de la Asociación Micológica de Chile (AMICH). El año 2019 fue postulado al Premio Nacional de Ciencias de la Educación por la ONG Micófilos y ese mismo año, fue reconocido en el I Encuentro Chileno de Micología 2019 realizada en el Auditorio María Ghilardi de la Universidad de Chile, por su destacada carrera y por promover el desarrollo de la micología nacional a través de los cursos que dictaba en Santiago y a su obra Hongos de Chile: Atlas Micológico del que se publicó una segunda edición el año 2016 y que incluye fotografías a color y la descripción taxonómica de 262 especies.
El año 2022, fue nombrado miembro honorario de la Sociedad de Botánica de Chile, en una ceremonia dirigida por su presidenta Gloria Rojas Villegas, quien es curadora del Área de Botánica del Museo Nacional de Historia Natural. En este evento se reconoció la gran trayectoria y el aporte del Prof. Lazo en la enseñanza y divulgación de la Micología, donde tuvo que esperar casi 40 años para publicar su libro, debido a algunas dificultades que surgieron en la época de los 60´s.

## Honores
- Premio a su obra Viajeros y Botánicos en Chile durante los siglos XVIII y XIX (Premio de Cámara Chilena del Libro, 2011)[6]
- Miembro Honorario de la AMICH (Asociación Micológica de Chile, 2018)[7]
- Reconocimiento a su trayectoria científico-humanista en el I Encuentro Chileno de Micología (2019)
- Miembro Honorario de la Sociedad Botánica de Chile (2022)

## Obras
- Hongos de Chile: Atlas Micológico (2.ª edición) (2016) Editorial Universitaria
- Insectos Chilenos: Atlas Entomológico (2013) Editorial Universitaria
- Viajeros Botánicos en Chile Durante los siglos XVIII y XIX (2010) Editorial Universitaria
- El Santiago de ayer (2006) Editorial Universitaria